# Mihai Teja
Mihai Răzvan Teja (Bucarest, 22 settembre 1978) è un allenatore di calcio ed ex calciatore rumeno, di ruolo centrocampista, tecnico del Metaloglobus.

## Carriera

### Calciatore e assistente allenatore
Da calciatore militò nelle giovanili della Steaua Bucarest dal 1984 al 1995, quando gli fu diagnosticata la sindrome di Wolff-Parkinson-White, malattia carediaca, che pose fine alla sua carriera. Terminati gli studi, conseguì la laurea magistrale e il dottorato. Durante gli studi svolse il ruolo di allenatore nel settore giovanile della Dinamo Bucarest. Su indicazione di Walter Zenga si recò a Coverciano, in Italia, dove conseguì il patentino di allenatore professionista e preparatore atletico.
Tornato alla Dinamo, fu vice-allenatore della squadra riserve del club. Nel 2006 iniziò a collaborare con Mircea Rednic come vice-allenatore e preparatore atletico del Vaslui e della Dinamo Bucarest, poi si trasferì alla Steaua Bucarest, dove fu vice dell'allenatore Marius Lăcătuș, di Dorinel Munteanu e di Cristiano Bergodi. Nel 2010, quando Ilie Dumitrescu fu nominato allenatore della Steaua e si insediò con il proprio staff, Teja lasciò il club per riunirsi a Mircea Rednic al Khazar Lenkoran, club azero. Nel 2012 i due tornarono in Romania, al Petrolul Ploiești, poi si spostarono in Belgio allo Standard Liegi. Nel 2013 si separò da Rednic per firmare con l'Astra Giurgiu, dove fu il vice del tecnico Daniel Isăilă.

### Allenatore
Come allenatore capo esordì nell'ottobre 2013 alla guida dell'U Cluj, in Liga I. Guidò il club sino al settembre 2014. Nel novembre 2014 assunse la guida della nazionale rumena Under-21. Esordì in amichevole contro la Serbia U-21 a Belgrado, vincendo per 0-1. A dicembre il suo contratto terminò. Nel gennaio 2015 firmò per la Dinamo Bucarest, ma due mesi dopo fu esonerato dopo 2 vittorie e 3 sconfitte in 5 partite. Dal 28 ottobre 2015 al 13 aprile 2016 allenò l'U Cluj e dal 17 luglio 2017 al 12 febbraio 2018 il Pandurii. Il 1º luglio 2017 assunse la guida del Gaz Metan Mediaș, dove rimase sino al 27 dicembre 2018, con un buon inizio di stagione. Nel gennaio 2019 Teja ha firmato un contratto di un anno e mezzo con il FCSB, dove ha sostituito il dimissionario Nicolae Dică.